# Barranc del Pessó
El Barranc de Pessó és un barranc que discorre del tot dins del terme municipal de la Vall de Boí, a la comarca de l'Alta Ribagorça, i dins el Parc Nacional d'Aigüestortes i Estany de Sant Maurici.
És afluent per la dreta del Riu de Sant Martí. Té el naixement a 2.432 metres, a l'Estany del Pessó d'Avall, a la Coma del Pessó; el seu curs discorre cap al sud i desaigua al capdamunt de Boïga de Sala.
El nom "pessó significa munt cònic d'herba dallada, i s'aplica a cims de forma cònica".